# Neuroleon (Neuroleon) asirensis
Neuroleon (Neuroleon) asirensis is een insect uit de familie van de mierenleeuwen (Myrmeleontidae), die tot de orde netvleugeligen (Neuroptera) behoort. 
Neuroleon (Neuroleon) asirensis is voor het eerst wetenschappelijk beschreven door Hölzel in 1983.